# Pauropus amoenifer
Pauropus amoenifer är en mångfotingart som beskrevs av Paul Auguste Remy 1958. Pauropus amoenifer ingår i släktet grovfåfotingar, och familjen fåfotingar. Inga underarter finns listade i Catalogue of Life.